# Be My Last
Singles de Hikaru Utada
Dareka no Negai ga Kanau Koro
(2004) Passion
(2005)
Singles par Utada
Exodus '04
(2005) You Make Me Want to Be a Man
(2005)
Be My Last est le quatorzième single d'Hikaru Utada (sous ce nom), sorti en 2005.

## Présentation
Le single sort le 23 septembre 2005 au Japon sur le label EMI Music Japan ; la chanteuse n'y avait plus sorti de single depuis Dareka no Negai ga Kanau Koro paru un an et demi auparavant (elle en a cependant sorti plusieurs entre-temps sous son seul nom "Utada" pour un label américain). Il atteint la 1re place du classement des ventes de l'Oricon. Il se vend à 80 064 exemplaires la première semaine, et reste classé pendant 16 semaines, pour un total de plus de 150 000 exemplaires physiques vendus.
Le single sort au format CD, ne contenant en fait que la chanson-titre, ainsi que pour la première fois (pour la chanteuse) au format "CD+DVD" incluant un DVD contenant le clip vidéo de la chanson. Il sort aussi au format digital en téléchargement, atteignant la 1re place des ventes de la plateforme japonaise d'iTunes, y devenant la deuxième chanson la plus téléchargée de l'année.
La chanson-titre a été utilisée comme thème musical pour le film Haru no Yuki adapté du roman de Yukio Mishima. Sa promotion live à la télévision japonaise aura lieu un mois après sa sortie, la chanteuse étant alors occupée en Europe pour la promotion de son single You Make Me Want to Be a Man sorti uniquement là-bas en tant que "Utada". La chanson Be My Last figurera sur l'album Ultra Blue qui sort l'année suivante, ainsi que sur la compilation Utada Hikaru Single Collection Vol.2 de 2010.

## Liste des titres
Toutes les chansons sont écrites et composées par Hikaru Utada.
| 1. | Be My Last | 4:30 |

| 1. | Be My Last | 4:30 |